# Gerecse

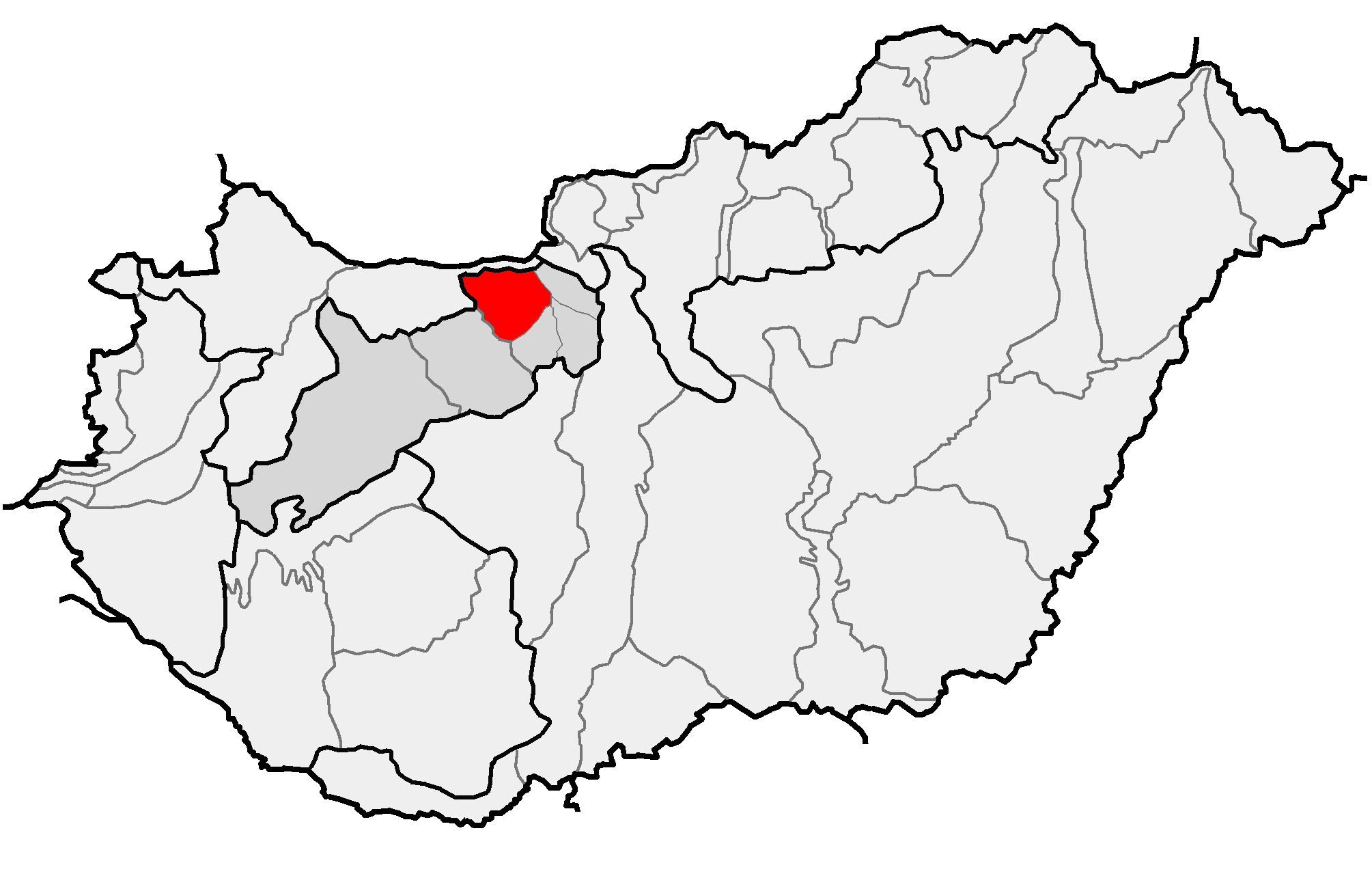
Gerecse en Hongrie

Les monts de Gerecse (hongrois : Gerecse hegység, prononcé [ˈgɛɾɛtʃɛ ˈhɛcʃeːg]) sont un massif collinéen situé entre Esztergom et Tatabánya dans le massif de Transdanubie, à l'ouest des monts du Pilis. Le point culminant est le Nagy-Gerecse (634 m). La zone de protection paysagère de Gerecse s'étend à tout le massif.

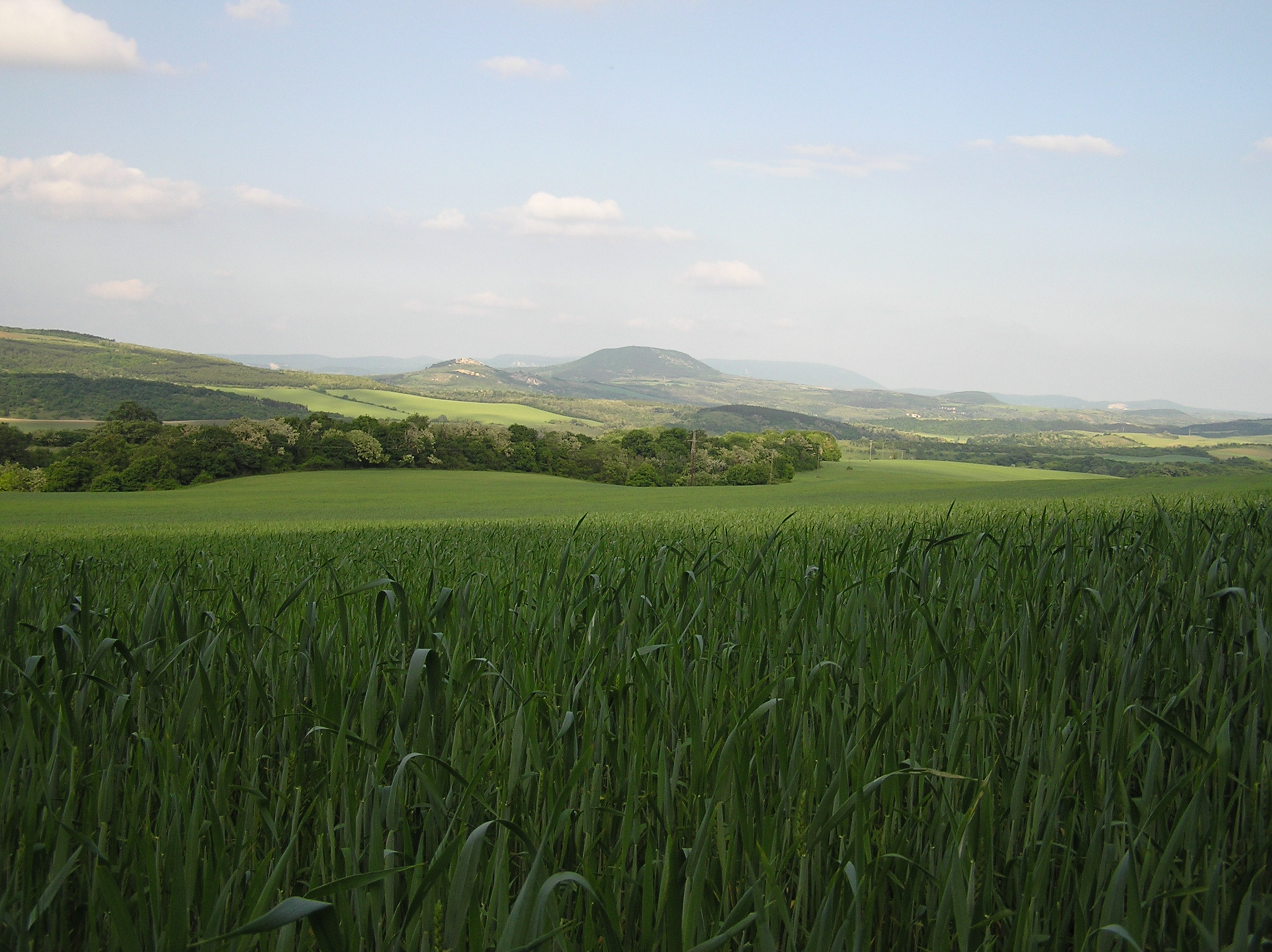
Paysage des monts de Gerecse depuis les environs de Péliföldszentkereszt.